# IC 3927
IC 3927 ist eine linsenförmige Galaxie vom Hubble-Typ E/SB0 im Sternbild Wasserschlange. Sie ist schätzungsweise 209 Millionen Lichtjahre von der Milchstraße entfernt.
Das Objekt wurde am 21. April 1898 von Lewis Swift entdeckt.